# Yūki Kaji
Yūki Kaji (梶 裕貴 Kaji Yūki?,  Tokio, Japón, 3 de septiembre de 1985) es un seiyū y cantante japonés, afiliado a VIMS.
Ha interpretado las voces de numerosos personajes notables como lo son Eren Jaeger en Shingeki no Kyojin, Shoto Todoroki en My Hero Academia, Ayato Kirishima en Tokyo Ghoul, Meliodas (también Zeldris) en Nanatsu no Taizai, Kanato Sakamaki en Diabolik Lovers Sora Kurumatani en Ahiru no Sora, Shū Ōuma en Guilty Crown, Alibaba Saluja en Magi, Yukine en Noragami, Onsoku no Sonic en One-Punch Man, Kenma Kozume en Haikyū!! y Issei Hyōdō en High School DxD y Takeru Homura en Yu-Gi-Oh! VRAINS, entre otros. Integró el cuarteto G.Addict, que fuera parte del proyecto Goulart Knights, y ha actuado como uno de los protagonistas principales en la película Kami Voice.
En 2009, ganó el premio a "Mejor Actor Revelación" junto con Nobuhiko Okamoto en la tercera entrega de los Seiyū Awards. y marcó el primer seiyū en Japón en ganar el premio a Mejor actor principal en los Seiyū Awards, en sus séptima y octava entrega, siendo éstas en 2013 y 2014, respectivamente. También ha estado emitiendo un programa de radio, llamado Monólogo de Yūki Kaji (梶裕貴のひとりごと Kaji Yūki no Hitorigoto?).

## Biografía
Kaji Nació en Tokio el 3 de septiembre de 1985, y creció en la ciudad de Sakado, prefectura de Saitama. Se graduó de la Escuela Secundaria Pública de Sakado, en Saitama, donde formó parte del club de teatro durante sus años escolares. Fue aceptado en la “Audición gratuita anual de formación de nuevos talentos de Arts Vision”, que se realizaba una vez al año hasta 2006, y se unió al Instituto de Formación en Actuación de Narración de Japón como becario especial de la 17ª generación. Posteriormente, pasó a estar afiliado a la agencia Arts Vision.
En octubre de 2003, fue seleccionado como finalista en la "Audición VS 2003" organizada por Pony Canyon. En noviembre de 2004, hizo su debut como actor de voz en el videojuego Teikoku Sensenki.
El 7 de marzo de 2009, recibió el Premio al Mejor Actor Revelación en la 3.ª edición de los Seiyū Awards.
El 22 de febrero de 2012, debutó oficialmente como cantante bajo su propio nombre con el sencillo “sense of wonder”. Ese mismo año, el 18 de abril, recibió el Premio a la Mejor Voz Masculina de Personaje en los Famitsu Awards correspondientes al año fiscal 2011. El 27 de diciembre, ganó el premio al Mejor Actor de Voz en la 22.ª edición de Nonko to Nobita no Anime Scramble.
El 1 de marzo de 2013, recibió el Premio al Mejor Actor Protagonista en la 7.ª edición de los Seiyū Awards. El 23 de marzo del mismo año, fue galardonado con el Premio al Actor de Voz en la categoría individual de los Tokyo Anime Awards 2013. El 10 de mayo, ganó el Gran Premio en la categoría de actores de voz en la 35ª edición del Anime Grand Prix de Animage. En septiembre de ese año, se trasladó de la agencia Arts Vision a VIMS.
El 1 de marzo de 2014, ganó nuevamente el Premio al Mejor Actor Protagonista en la 8.ª edición de los Seiyū Awards, convirtiéndose en el primer actor de voz en la historia en recibir ese premio dos años consecutivos. El 10 de mayo, fue galardonado con el Gran Premio en la 36ª edición del Anime Grand Prix de Animage. El 11 de octubre, ganó el Premio al Mejor Actor de Voz Masculino en los Newtype Anime Awards 2014.
El 22 de abril de 2015, recibió el Premio a la Mejor Voz Masculina de Personaje en los Famitsu Awards del año fiscal 2014. El 30 de diciembre del mismo año, fue premiado nuevamente como Mejor Actor de Voz en la 25ª edición de Nonko to Nobita no Anime Scramble.
En mayo de 2018, publicó el libro Itsuka subete ga kimi no chikara ni naru, dentro de la serie 14 años, una guía para la vida de la editorial Kawade Shobō Shinsha, alcanzando un total de 70,000 copias impresas. Posteriormente, se anunció su adaptación al manga, que fue serializado en la revista Sho-Comi.
El 23 de junio de 2019, recibió el Premio en la categoría de actores de voz en la 6.ª edición de los Yahoo! Japan Search Awards.
En 2022 y 2023, fue galardonado con el Premio al Mejor Interpretación de Voz (Japonés) en los Crunchyroll Anime Awards, por su interpretación de Eren Yeager en Shingeki no Kyojin.

## Vida personal
El 23 de junio de 2019, Kaji contrajo matrimonio con la actriz de voz Ayana Taketatsu. El 30 de junio de 2022, Kaji y Taketatsu anunciaron que esperaban su primer hijo juntos. El 3 de noviembre de 2022, la pareja anunció el nacimiento de su hijo.

### IniciativaNOMORE IA
En 2024, junto con Kōichi Yamadera y otros 26 reconocidos actores de voz, formó el grupo voluntario No More IA, con el objetivo de oponerse al uso no autorizado de voces y videos generados por inteligencia artificial. Publicaron un video informativo para concienciar al público sobre este problema. En su declaración, expresaron una profunda preocupación por la situación actual, en la que “lecturas en voz alta, canciones e incluso la propia voz que uno no recuerda haber grabado se publican en internet e incluso se venden sin consentimiento”. Propusieron la necesidad de un diálogo con expertos para lograr un entendimiento pacífico y crear normas culturales sobre el uso de estas tecnologías.
Aunque protestan contra la generación no autorizada con IA, también están trabajando en el desarrollo de software de voz sintética con licencia oficial, respaldado por los propios actores de voz.

## Filmografía
Los papeles principales están en negrita

### Anime

#### Series de televisión
| Año  | Título                                                         | Rol                                          | Refs.                   |
| ---- | -------------------------------------------------------------- | -------------------------------------------- | ----------------------- |
| 1996 | Detective Conan                                                | Yoshifumi Itō; Shūichi Akai de 15 años       | [ 33 ] [ 34 ] [ 35 ]    |
| 2006 | Hellsing Ultimate                                              | Sacerdote                                    | [ 33 ] [ 34 ] [ 35 ]    |
| 2006 | Fushigiboshi no Futagohime                                     | Estudiante                                   | [ 33 ] [ 34 ] [ 35 ]    |
| 2006 | Ōran Kōkō Host Club                                            | Chikage Ukyo                                 | [ 33 ] [ 34 ] [ 35 ]    |
| 2006 | Kirarin☆Revolution                                             | Takashi Matsushima                           | [ 33 ] [ 34 ] [ 35 ]    |
| 2006 | La Corda d'Oro                                                 | Estudiante                                   | [ 33 ] [ 34 ] [ 35 ]    |
| 2006 | Shōnen Onmyōji                                                 | Kōta                                         | [ 33 ] [ 34 ] [ 35 ]    |
| 2006 | Sōten no Ken                                                   | Tài-Yán (niño)                               | [ 33 ] [ 34 ] [ 35 ]    |
| 2006 | Pururun! Shizuku-chan                                          | Umihiko                                      | [ 33 ] [ 34 ] [ 35 ]    |
| 2007 | Getsumento Heiki Mina                                          | Receptor                                     | [ 33 ] [ 34 ] [ 35 ]    |
| 2007 | El Cazador de la Bruja                                         | Joven B                                      | [ 33 ] [ 34 ] [ 35 ]    |
| 2007 | Over Drive                                                     | Mikoto Shinozaki                             | [ 36 ]                  |
| 2007 | Kishin Taisen Gigantic Formula                                 | Havi                                         | [ 33 ] [ 34 ] [ 35 ]    |
| 2007 | Potemayo                                                       | Escolar                                      | [ 33 ] [ 34 ] [ 35 ]    |
| 2007 | Night Wizard the Animation                                     | Longinus                                     | [ 33 ] [ 34 ] [ 35 ]    |
| 2008 | Major S4                                                       | Chrisopher Williams                          | [ 33 ] [ 34 ] [ 35 ]    |
| 2008 | Yatterman                                                      | Benedict                                     | [ 33 ] [ 34 ] [ 35 ]    |
| 2008 | Kyō Kara Maō! 3rd Series                                       | Entourage                                    | [ 33 ] [ 34 ] [ 35 ]    |
| 2008 | Da Capo II Second Season                                       | Estudiante                                   | [ 33 ] [ 34 ] [ 35 ]    |
| 2008 | Hidamari Sketch × 365                                          | Colegial                                     | [ 33 ] [ 34 ] [ 35 ]    |
| 2008 | Yozakura Quartet                                               | Akina Hiizumi                                | [ 37 ]                  |
| 2008 | Kuroshitsuji                                                   | Finnian                                      | [ 33 ] [ 34 ] [ 35 ]    |
| 2008 | Inazuma Eleven                                                 | Ichinose Kazuya; Akio Fudō; Gianluca Zanardi | [ 33 ] [ 34 ] [ 35 ]    |
| 2008 | Stitch!                                                        | Tonbo                                        | [ 33 ] [ 34 ] [ 35 ]    |
| 2009 | Kamen Rider: Dragon Knight                                     | Trent Moseley                                | [ 33 ] [ 34 ] [ 35 ]    |
| 2009 | Slap-up Party: Arad Senki                                      | Pokin                                        | [ 33 ] [ 34 ] [ 35 ]    |
| 2009 | Battle Spirits: Shōnen Gekiha Dan                              | Young Brustom                                | [ 33 ] [ 34 ] [ 35 ]    |
| 2009 | Miracle☆Train: Oedo-sen e Yōkoso                               | Iku Shiodome                                 | [ 38 ]                  |
| 2009 | Fairy Tail                                                     | Lyon Vastia                                  | [ 33 ] [ 34 ] [ 35 ]    |
| 2010 | Durarara!!                                                     | Walker Yumasaki                              | [ 33 ] [ 34 ] [ 35 ]    |
| 2010 | Bakugan Battle Brawlers: New Vestroia                          | Gus Grav                                     | [ 33 ] [ 34 ] [ 35 ]    |
| 2010 | Ōkiku Furikabutte: Natsu no Taikai-hen                         | Shun Abe                                     | [ 33 ] [ 34 ] [ 35 ]    |
| 2010 | SD Gundam Sangokuden Brave Battle Warriors                     | Liu Bei (Ryū Bi) Gundam                      | [ 39 ]                  |
| 2010 | Ōkami-san to Shichinin no Nakama-tachi                         | Saburō Nekomiya                              | [ 33 ] [ 34 ] [ 35 ]    |
| 2010 | Kuroshitsuji II                                                | Finnian                                      | [ 33 ] [ 34 ] [ 35 ]    |
| 2010 | Star Driver: Kagayaki no Takuto                                | Takeo Takumi / Sword Star                    | [ 33 ] [ 34 ] [ 35 ]    |
| 2010 | Otome Yōkai Zakuro                                             | Ganryū Hanakiri                              | [ 40 ]                  |
| 2011 | Mitsudomoe Zōryōchū!                                           | Ichirōta Ogata                               | [ 33 ] [ 34 ] [ 35 ]    |
| 2011 | Danball Senki                                                  | Yūya Haibara                                 | [ 41 ]                  |
| 2011 | Hanasaku Iroha                                                 | Kōichi Tanemura                              | [ 33 ] [ 34 ] [ 35 ]    |
| 2011 | Deadman Wonderland                                             | Yō Takami                                    | [ 33 ] [ 34 ] [ 35 ]    |
| 2011 | Ao no Exorcist                                                 | Konekomaru Miwa                              | [ 42 ]                  |
| 2011 | Uta no☆Prince-sama♪ Maji Love 1000%                            | Kaoru Kurusu                                 | [ 33 ] [ 34 ] [ 35 ]    |
| 2011 | Inazuma Eleven Go                                              | Doug MacArthur; Akio Fudō; Satoru Sakisaka   | [ 33 ] [ 34 ] [ 35 ]    |
| 2011 | Itsuka Tenma no Kuro Usagi                                     | Iron Rabbit                                  |                         |
| 2011 | Ro-Kyu-Bu!                                                     | Subaru Hasegawa                              | [ 43 ]                  |
| 2011 | No.6                                                           | Shion                                        | [ 44 ]                  |
| 2011 | C³                                                             | Haruaki Yachi                                | [ 45 ]                  |
| 2011 | Kimi to Boku.                                                  | Akira                                        | [ 33 ] [ 34 ] [ 35 ]    |
| 2011 | Shakugan no Shana III                                          | Southvalley                                  | [ 33 ] [ 34 ] [ 35 ]    |
| 2011 | Mobile Suit Gundam AGE                                         | Macil Boyd; Leo Louis                        | [ 46 ]                  |
| 2011 | Guilty Crown                                                   | Shū Ōma                                      | [ 47 ]                  |
| 2011 | Un-Go                                                          | Novelista                                    | [ 33 ] [ 34 ] [ 35 ]    |
| 2012 | High School DxD                                                | Issei Hyōdō                                  | [ 48 ]                  |
| 2012 | Aquarion Evol                                                  | Amata Sora                                   | [ 49 ]                  |
| 2012 | Danshi Kōkōsei no Nichijō                                      | Megane                                       | [ 33 ] [ 34 ] [ 35 ]    |
| 2012 | Danball Senki W                                                | Yūya Haibara                                 | [ 33 ] [ 34 ] [ 35 ]    |
| 2012 | Kimi to Boku. 2                                                | Akira                                        | [ 33 ] [ 34 ] [ 35 ]    |
| 2012 | Lupin III: Mine Fujiko to Iu Onna                              | Oscar                                        | [ 50 ]                  |
| 2012 | Accel World                                                    | Haruyuki Arita                               | [ 51 ]                  |
| 2012 | Nazo no Kanojo X                                               | Kōhei Ueno                                   | [ 52 ]                  |
| 2012 | Inazuma Eleven Go: Chrono Stone                                | Okita Sōji, Ichinose Kazuya                  | [ 33 ] [ 34 ] [ 35 ]    |
| 2012 | Pokémon Best Wishes! Season 2                                  | Virgil                                       | [ 33 ] [ 34 ] [ 35 ]    |
| 2012 | Chūyaku Hyakuninisshu: Uta Koi.                                | Teika Fujiwara no                            | [ 53 ]                  |
| 2012 | Shin Sekai Yori                                                | Satoru Asahina (14-26 años)                  | [ 54 ]                  |
| 2012 | K                                                              | Tatara Totsuka                               | [ 55 ]                  |
| 2012 | Zetsuen no Tempest                                             | Megumu Hanemura                              | [ 56 ]                  |
| 2012 | Bakuman. 3rd Season                                            | Tatsurō Kosugi                               | [ 33 ] [ 34 ] [ 35 ]    |
| 2012 | Suki-tte ii na yo                                              | Kakeru Hayakawa                              | [ 33 ] [ 34 ] [ 35 ]    |
| 2012 | Magi: The Labyrinth of Magic                                   | Alibaba Saluja                               | [ 57 ]                  |
| 2012 | Ixion Saga DT                                                  | Variation                                    | [ 33 ] [ 34 ] [ 35 ]    |
| 2013 | Maoyū Maō Yūsha                                                | Noble aprendiz                               | [ 33 ] [ 34 ] [ 35 ]    |
| 2013 | Shingeki no Kyojin                                             | Eren Yeager                                  | [ 58 ]                  |
| 2013 | Kakumeiki Valvrave                                             | Q-vier                                       | [ 59 ]                  |
| 2013 | Hentai Ōji to Warawanai Neko.                                  | Yōto Yokodera                                | [ 60 ]                  |
| 2013 | Inazuma Eleven Go: Galaxy                                      | Doug MacArthur; Akio Fudō                    | [ 33 ] [ 34 ] [ 35 ]    |
| 2013 | Brothers Conflict                                              | Wataru Asahina                               | [ 61 ]                  |
| 2013 | Ro-Kyu-Bu! SS                                                  | Subaru Hasegawa                              | [ 62 ]                  |
| 2013 | High School DxD New                                            | Issei Hyōdō                                  | [ 63 ]                  |
| 2013 | Blood Lad                                                      | Knell Hydra                                  | [ 33 ] [ 34 ] [ 35 ]    |
| 2013 | Diabolik Lovers                                                | Kanato Sakamaki                              | [ 64 ]                  |
| 2013 | Strike the Blood                                               | Kō Amazuka                                   | [ 33 ] [ 34 ] [ 35 ]    |
| 2013 | Yozakura Quartet: Hana no Uta                                  | Akina Hiizumi                                | [ 65 ]                  |
| 2013 | Magi: The Kingdom of Magic                                     | Alibaba Saluja                               | [ 66 ]                  |
| 2013 | White Album 2                                                  | Takahiro Ogiso                               | [ 33 ] [ 34 ] [ 35 ]    |
| 2013 | Diamond no Ace                                                 | Mei Narumiya                                 | [ 33 ] [ 34 ] [ 35 ]    |
| 2013 | Machine Doll wa Kizutsukanai                                   | Felix Kingsfort                              | [ 67 ]                  |
| 2013 | Kakumeiki Valvrave 2nd Season                                  | Q-vier                                       | [ 33 ] [ 34 ] [ 35 ]    |
| 2013 | Galilei Donna                                                  | Galileo Galilei                              | [ 33 ] [ 34 ] [ 35 ]    |
| 2013 | Pokemon XY                                                     | Clemont                                      | [ 68 ]                  |
| 2014 | Minna Atsumare! Falcom Gakuen                                  | Adol Christin                                | [ 69 ]                  |
| 2014 | Noragami                                                       | Yukine                                       | [ 70 ]                  |
| 2014 | Space☆Dandy                                                    | Prince                                       | [ 33 ] [ 34 ] [ 35 ]    |
| 2014 | Nobunaga the Fool                                              | Toyotomi Hideyoshi                           | [ 71 ]                  |
| 2014 | Buddy Complex                                                  | Fromm Vantarhei                              | [ 33 ] [ 34 ] [ 35 ]    |
| 2014 | Hōzuki no Reitetsu                                             | Minamoto no Yoshitsune                       | [ 33 ] [ 34 ] [ 35 ]    |
| 2014 | Nisekoi                                                        | Shū Maiko                                    | [ 72 ]                  |
| 2014 | Fairy Tail (2014)                                              | Lyon Vastia                                  | [ 33 ] [ 34 ] [ 35 ]    |
| 2014 | Haikyū!!                                                       | Kenma Kozume                                 | [ 73 ]                  |
| 2014 | Kamigami no Asobi                                              | Anubis Ma'at                                 | [ 74 ]                  |
| 2014 | Black Bullet                                                   | Rentarō Satomi                               | [ 75 ]                  |
| 2014 | Tokyo Ghoul                                                    | Ayato Kirishima                              | [ 33 ] [ 34 ] [ 35 ]    |
| 2014 | Barakamon                                                      | Kōsuke Kanzaki                               | [ 76 ]                  |
| 2014 | Ao Haru Ride                                                   | Kō Mabuchi                                   | [ 77 ]                  |
| 2014 | Kuroshitsuji: Book of Circus                                   | Finnian                                      | [ 78 ]                  |
| 2014 | Nobunaga Concerto                                              | Oda Nobunaga                                 | [ 71 ]                  |
| 2014 | Donten ni Warau                                                | Soramaru Kumō                                | [ 79 ]                  |
| 2014 | Nanatsu no Taizai                                              | Meliodas                                     | [ 80 ]                  |
| 2014 | World Trigger                                                  | Osamu Mikumo                                 | [ 81 ]                  |
| 2014 | Shigatsu wa Kimi no Uso                                        | Takeshi Aiza                                 | [ 82 ]                  |
| 2015 | Minna Atsumare! Falcom Gakuen SC                               | Adol Christin                                | [ 33 ] [ 34 ] [ 35 ]    |
| 2015 | Sōkyū no Fafner: Dead Aggressor - Exodus                       | Akira Nishio                                 | [ 33 ] [ 34 ] [ 35 ]    |
| 2015 | Tokyo Ghoul √A                                                 | Ayato Kirishima                              | [ 33 ] [ 34 ] [ 35 ]    |
| 2015 | Durarara!!x2 Shō                                               | Walker Yumasaki                              | [ 83 ]                  |
| 2015 | High School DxD BorN                                           | Issei Hyōdō                                  | [ 84 ]                  |
| 2015 | Arslan Senki                                                   | Silvermask                                   | [ 85 ]                  |
| 2015 | Kekkai Sensen                                                  | Martin                                       | [ 33 ] [ 34 ] [ 35 ]    |
| 2015 | Diamond no Ace: Second Season                                  | Mei Narumiya                                 | [ 33 ] [ 34 ] [ 35 ]    |
| 2015 | Hōkago no Pleiades                                             | Amigo de Minato                              | [ 33 ] [ 34 ] [ 35 ]    |
| 2015 | Nisekoi:                                                       | Shū Maiko                                    | [ 86 ]                  |
| 2015 | Ushio to Tora                                                  | Jūrō                                         | [ 87 ]                  |
| 2015 | Durarara!!x2 Ten                                               | Walker Yumasaki                              | [ 88 ]                  |
| 2015 | Diabolik Lovers More,Blood                                     | Kanato Sakamaki                              | [ 33 ] [ 34 ] [ 35 ]    |
| 2015 | K: Return of Kings                                             | Tatara Totsuka                               | [ 33 ] [ 34 ] [ 35 ]    |
| 2015 | Noragami Aragoto                                               | Yukine                                       | [ 89 ]                  |
| 2015 | Sōkyū no Fafner: Dead Aggressor - Exodus Part 2                | Akira Nishio                                 | [ 33 ] [ 34 ] [ 35 ]    |
| 2015 | Shingeki! Kyojin Chūgakkō                                      | Eren Yeager                                  | [ 90 ]                  |
| 2015 | Haikyū!! 2nd Season                                            | Kenma Kozume                                 | [ 91 ]                  |
| 2015 | One Punch-Man                                                  | Sonic Velocidad del Sonido                   | [ 92 ]                  |
| 2015 | Tantei Team KZ Jiken Note                                      | Kakeru Sunahara                              | [ 33 ] [ 34 ] [ 35 ]    |
| 2015 | Pokémon XY&Z                                                   | Clemont                                      | [ 33 ] [ 34 ] [ 35 ]    |
| 2016 | Norn9: Norn+Nonet                                              | Kakeru Yuiga                                 | [ 93 ]                  |
| 2016 | Durarara!!x2 Ketsu                                             | Walker Yumasaki                              | [ 94 ]                  |
| 2016 | Dimension W                                                    | Haruka Seameyer                              | [ 95 ]                  |
| 2016 | Gyakuten Saiban: Sono "Shinjitsu", Igi Ari!                    | Phoenix Wright                               | [ 96 ]                  |
| 2016 | JoJo's Bizarre Adventure: Diamond Is Unbreakable               | Kōichi Hirose                                | [ 97 ]                  |
| 2016 | My Hero Academia                                               | Shōto Todoroki                               | [ 98 ]                  |
| 2016 | Joker Game                                                     | Hatano                                       | [ 99 ]                  |
| 2016 | Kōtetsujō no Kabaneri                                          | Takumi                                       | [ 100 ]                 |
| 2016 | Kiznaiver                                                      | Katsuhira Agata                              | [ 101 ]                 |
| 2016 | Fukigen na Mononokean                                          | Hanae Ashiya                                 | [ 102 ]                 |
| 2016 | Berserk                                                        | Judeau                                       | [ 33 ] [ 34 ] [ 35 ]    |
| 2016 | Arslan Senki: Fūjin Ranbu                                      | Silvermask                                   | [ 33 ] [ 34 ] [ 35 ]    |
| 2016 | Bananya                                                        | Bananya                                      | [ 33 ] [ 34 ] [ 35 ]    |
| 2016 | Servamp                                                        | Kuro                                         | [ 103 ]                 |
| 2016 | Tsukiuta. The Animation                                        | Kakeru Shiwasu                               | [ 104 ]                 |
| 2016 | Nanatsu no Taizai: Seisen no Shirushi                          | Meliodas                                     | [ 105 ]                 |
| 2016 | 3-nen D-gumi Glass no Kamen                                    | Yū Sakurakōji                                | [ 106 ]                 |
| 2016 | ClassicaLoid                                                   | Mozart                                       | [ 107 ]                 |
| 2016 | Occultic;Nine                                                  | Yūta Gamon                                   | [ 108 ]                 |
| 2017 | Ao no Exorcist: Kyoto Fujōō-hen                                | Konekomaru Miwa                              | [ 109 ]                 |
| 2017 | Yowamushi Pedal: New Generation                                | Kōtarō                                       | [ 110 ]                 |
| 2017 | Shingeki no Kyojin: Season 2                                   | Eren Yeager                                  | [ 111 ]                 |
| 2017 | My Hero Academia 2                                             | Shōto Todoroki                               | [ 112 ]                 |
| 2017 | Yu☆Gi☆Oh! VRAINS                                               | Takeru Homura / Soulburner                   | [ 113 ]                 |
| 2017 | Saiyūki Reload Blast                                           | Tamuro                                       | [ 114 ]                 |
| 2017 | Dive!!                                                         | Tomoki Sakai                                 | [ 115 ]                 |
| 2017 | Konbini Kareshi                                                | Nasa Sanagi                                  | [ 116 ]                 |
| 2017 | UQ Holder! Mahō Sensei Negima! 2                               | Gengorō Makabe                               | [ 117 ]                 |
| 2017 | Shokugeki no Sōma: San no Sara                                 | Terunori Kuga                                | [ 118 ]                 |
| 2017 | Shōjo Shūmatsu Ryokō                                           | Robot autónomo                               | [ 33 ] [ 34 ] [ 35 ]    |
| 2017 | ClassicaLoid 2nd Season                                        | Mozart                                       | [ 33 ] [ 34 ] [ 35 ]    |
| 2017 | Code:Realize - Sōsei no Himegimi                               | Finis                                        | [ 119 ]                 |
| 2017 | Garo: Vanishing Line                                           | Ricardo                                      | [ 120 ]                 |
| 2017 | Hōzuki no Reitetsu 2nd Season                                  | Minamoto no Yoshitsune                       | [ 33 ] [ 34 ] [ 35 ]    |
| 2017 | Itsudatte Bokura no Koi wa 10 cm Datta.                        | Sōta Mochizuki                               | [ 121 ]                 |
| 2018 | Itō Junji: Collection                                          | Ryō Tsukano                                  | [ 122 ]                 |
| 2018 | Pop Team Epic                                                  | Pipimi                                       | [ 123 ]                 |
| 2018 | Karakai Jōzu no Takagi-san                                     | Nishikata                                    | [ 124 ]                 |
| 2018 | Hakata Tonkotsu Ramens                                         | Lin Xianming                                 | [ 125 ]                 |
| 2018 | Nanatsu no Taizai: Imashime no Fukkatsu                        | Meliodas; Zeldris                            | [ 126 ]                 |
| 2018 | Saiki Kusuo no Ψ-nan 2                                         | Tōma Akechi                                  | [ 127 ]                 |
| 2018 | Ginga Eiyū Densetsu: Die Neue These - Kaikō                    | Julian Mintz                                 | [ 128 ]                 |
| 2018 | Tokyo Ghoul:re                                                 | Ayato Kirishima                              | [ 33 ] [ 35 ]           |
| 2018 | My Hero Academia 3                                             | Shōto Todoroki                               | [ 129 ]                 |
| 2018 | Hōzuki no Reitetsu 2nd Season: Sono Ni                         | Minamoto no Yoshitsune                       | [ 33 ] [ 35 ]           |
| 2018 | Nil Admirari no Tenbin                                         | Hayato Ozaki                                 | [ 130 ]                 |
| 2018 | Shokugeki no Sōma: San no Sara - Tōtsuki Ressha-hen            | Terunori Kuga                                | [ 131 ]                 |
| 2018 | Wotaku ni Koi wa Muzukashī                                     | Naoya Nifuji                                 | [ 132 ]                 |
| 2018 | Hisone to Maso-tan                                             | Haruto Okonogi                               | [ 33 ] [ 35 ]           |
| 2018 | High School DxD Hero                                           | Issei Hyōdō                                  | [ 133 ]                 |
| 2018 | Senjūshi                                                       | Kentucky                                     | [ 134 ]                 |
| 2018 | Yume Ōkoku to Nemureru 100-nin no Ōjisama                      | Haerts                                       | [ 33 ] [ 35 ]           |
| 2018 | Lord of Vermilion: Guren no Ō                                  | Chihiro Kamina                               | [ 135 ]                 |
| 2018 | Shingeki no Kyojin: Season 3                                   | Eren Yeager                                  | [ 136 ]                 |
| 2018 | Inazuma Eleven: Orion no Kokuin                                | Akio Fudō; Sasuke Kozōmaru                   | [ 137 ]                 |
| 2018 | Gyakuten Saiban: Sono "Shinjitsu", Igi Ari! 2nd Season         | Phoenix Wright                               | [ 33 ] [ 35 ]           |
| 2018 | JoJo's Bizarre Adventure: Golden Wind                          | Kōichi Hirose                                | [ 138 ]                 |
| 2018 | Fairy Tail: Final Series                                       | Lyon Vastia                                  | [ 139 ]                 |
| 2018 | Tokyo Ghoul: re 2nd Season                                     | Ayato Kirishima                              | [ 33 ] [ 35 ]           |
| 2019 | Fukigen na Mononokean Tsuzuki                                  | Hanae Ashiya                                 | [ 140 ]                 |
| 2019 | Diamond no Ace: Act II                                         | Mei Narumiya                                 | [ 33 ] [ 35 ]           |
| 2019 | Yōkai Watch!                                                   | Fuyunyan                                     | [ 33 ] [ 35 ]           |
| 2019 | Mix: Meisei Story                                              | Tōma Tachibana                               | [ 141 ]                 |
| 2019 | Kimetsu no Yaiba                                               | Sabito                                       | [ 142 ]                 |
| 2019 | One Punch-Man 2nd Season                                       | Sonic Velocidad del Sonido                   | [ 143 ]                 |
| 2019 | Carole & Tuesday                                               | Joshua                                       | [ 144 ]                 |
| 2019 | Shingeki no Kyojin: Season 3 Part 2                            | Eren Yeager                                  | [ 33 ] [ 35 ]           |
| 2019 | Karakai Jōzu no Takagi-san 2                                   | Nishikata                                    | [ 145 ]                 |
| 2019 | Ensemble Stars!                                                | Mao Isara                                    | [ 146 ]                 |
| 2019 | Bananya: Fushigi na Nakama-tachi                               | Bananya                                      | [ 33 ] [ 35 ]           |
| 2019 | Ahiru no Sora                                                  | Sora Kurumatani                              | [ 147 ]                 |
| 2019 | Stand My Heroes: Piece of Truth                                | Haru Natsume                                 | [ 148 ]                 |
| 2019 | Nanatsu no Taizai: Kamigami no Gekirin                         | Meliodas; Zeldris                            | [ 149 ]                 |
| 2019 | My Hero Academia 4                                             | Shōto Todoroki                               | [ 150 ]                 |
| 2019 | Shokugeki no Sōma: Shin no Sara                                | Terunori Kuga                                | [ 151 ]                 |
| 2019 | Psycho-Pass 3                                                  | Arata Shindō                                 | [ 152 ]                 |
| 2019 | Pokémon (2019)                                                 | Clemont                                      | [ 33 ] [ 35 ]           |
| 2020 | Hōsekisho Richard-shi no Nazo Kantei                           | Henry Claremont                              | [ 153 ]                 |
| 2020 | Uchi Tama?! Uchi no Tama Shirimasen ka?                        | Nora                                         | [ 154 ]                 |
| 2020 | Haikyū!! To the Top                                            | Kenma Kozume                                 | [ 33 ] [ 35 ]           |
| 2020 | Dorohedoro                                                     | 13                                           | [ 155 ]                 |
| 2020 | Motto! Majime ni Fumajime Kaiketsu Zorori                      | Beat                                         | [ 156 ]                 |
| 2020 | Shironeko Project: Zero Chronicle                              | Yami no Ōji                                  | [ 157 ]                 |
| 2020 | Shokugeki no Sōma: Gō no Sara                                  | Terunori Kuga                                | [ 158 ]                 |
| 2020 | Dragon Quest: Dai no Daibōken                                  | Hyunckel                                     | [ 159 ]                 |
| 2020 | Haikyū!! To the Top Part 2                                     | Kenma Kozume                                 | [ 33 ] [ 35 ]           |
| 2020 | Tsukiuta. The Animation 2                                      | Kakeru Shiwasu                               | [ 33 ] [ 35 ]           |
| 2020 | Taiso Samurai                                                  | Tetsuo Minamino                              | [ 160 ]                 |
| 2020 | Shingeki no Kyojin: The Final Season Part 1                    | Eren Yeager                                  | [ 161 ] [ 162 ]         |
| 2021 | Beastars 2nd Season                                            | Pina                                         | [ 163 ]                 |
| 2021 | Back Arrow                                                     | Back Arrow                                   | [ 164 ]                 |
| 2021 | World Trigger 2nd Season                                       | Osamu Mikumo                                 | [ 33 ] [ 35 ]           |
| 2021 | Nanatsu no Taizai: Funnu no Shinpan                            | Meliodas; Zeldris                            | [ 165 ]                 |
| 2021 | My Hero Academia 5                                             | Shōto Todoroki                               | [ 166 ]                 |
| 2021 | Motto! Majime ni Fumajime Kaiketsu Zorori 2nd Season           | Beat                                         | [ 167 ]                 |
| 2021 | Mashiro no Oto                                                 | Takaomi Kaji                                 | [ 33 ] [ 35 ]           |
| 2021 | Yōkai Watch ♪                                                  | Fuyunyan                                     | [ 33 ] [ 35 ]           |
| 2021 | Megaton-kyū Musashi                                            | Takumi Kindaichi                             | [ 168 ]                 |
| 2021 | World Trigger 3rd Season                                       | Osamu Mikumo                                 | [ 33 ] [ 35 ]           |
| 2021 | Ōsama Ranking                                                  | Daida                                        | [ 169 ]                 |
| 2022 | Karakai Jōzu no Takagi-san 3                                   | Nishikata                                    | [ 170 ] [ 171 ]         |
| 2022 | Shingeki no Kyojin: The Final Season Part 2                    | Eren Yeager                                  | [ 172 ] [ 173 ]         |
| 2022 | Heike Monogatari                                               | Yoshitsune Minamoto no                       | [ 174 ]                 |
| 2022 | Love All Play                                                  | Akira Uchida                                 | [ 175 ]                 |
| 2022 | Rikei ga Koi ni Ochita no de Shōmei Shite Mita r=1-sinθ        | Chris Floret                                 | [ 176 ]                 |
| 2022 | My Hero Academia 6                                             | Shōto Todoroki                               | [ 177 ] [ 178 ]         |
| 2022 | Berserk: Ōgon Jidai-hen - Memorial Edition                     | Judeau                                       | [ 33 ] [ 35 ]           |
| 2022 | Vazzrock The Animation                                         | Kakeru Shiwasu                               | [ 33 ] [ 35 ]           |
| 2022 | Megaton-kyū Musashi 2nd Season                                 | Takumi Kindaichi                             | [ 33 ] [ 35 ]           |
| 2022 | Urusei Yatsura                                                 | Tobimaro Mizunokōji                          | [ 179 ]                 |
| 2023 | Bungō Stray Dogs 4                                             | Saigiku Jōno                                 | [ 180 ]                 |
| 2023 | Shingeki no Kyojin: The Final Season Part 3                    | Eren Yeager                                  | [ 181 ] [ 182 ]         |
| 2023 | Mix: Meisei Story 2nd Season - Nidome no Natsu, Sora no Mukō e | Tōma Tachibana                               | [ 183 ]                 |
| 2023 | YouTuNya                                                       | Tomoneko                                     | [ 184 ]                 |
| 2023 | Mashle                                                         | Rayne Ames                                   | [ 185 ]                 |
| 2023 | Ōsama Ranking: Yūki no Takarabako                              | Daida                                        | [ 186 ]                 |
| 2023 | Synduality: Noir                                               | Weisheit Blaurecht                           | [ 187 ]                 |
| 2023 | Bungō Stray Dogs 5                                             | Saigiku Jōno                                 | [ 188 ]                 |
| 2023 | Dekoboko Majo no Oyako Jijō                                    | Ketts                                        | [ 189 ]                 |
| 2023 | Undead Unluck                                                  | Rip Tristan                                  | [ 190 ]                 |
| 2023 | Mokushiroku no Yonkishi                                        | Meliodas                                     | [ 191 ]                 |
| 2024 | Ishura                                                         | Sōjiro la Espada Sauce                       | [ 192 ]                 |
| 2024 | Mashle: Kami Satoru-sha Kōho Senbatsu Shiken-hen               | Rayne Ames                                   | [ 193 ] [ 194 ]         |
| 2024 | Ao no Exorcist: Shimane Keimei Kessha-hen                      | Konekomaru Miwa                              | [ 195 ] [ 196 ]         |
| 2024 | Boku no Kokoro no Yabai Yatsu 2nd Season                       | Nao Kugenuma                                 | [ 33 ] [ 35 ]           |
| 2024 | Synduality: Noir Part 2                                        | Weisheit Blaurecht                           | [ 197 ]                 |
| 2024 | Urusei Yatsura Part 2                                          | Tobimaro Mizunokōji                          | [ 198 ] [ 199 ]         |
| 2024 | Tonari no Yōkai-san                                            | Buchio Ōishi                                 | [ 200 ]                 |
| 2024 | The Fable                                                      | Yūki Kawai                                   | [ 201 ]                 |
| 2024 | Shinkalion: Change the World                                   | Reiji Takumibe                               | [ 202 ]                 |
| 2024 | Unnamed Memory                                                 | Valt                                         | [ 33 ] [ 35 ]           |
| 2024 | Bōkyaku Battery                                                | Tarō Yamada                                  | [ 203 ]                 |
| 2024 | Kuroshitsuji: Kishuku Gakkō-hen                                | Finnian                                      | [ 204 ]                 |
| 2024 | My Hero Academia 7                                             | Shōto Todoroki                               | [ 205 ] [ 206 ] [ 207 ] |
| 2024 | Kimetsu no Yaiba: Hashira Geiko-hen                            | Sabito                                       | [ 208 ] [ 209 ]         |
| 2024 | Gendai Goyaku                                                  | Nao Shōji                                    | [ 33 ] [ 35 ]           |
| 2024 | Kinnikuman: Kanpeki Chōjin Shiso-hen                           | Warsman                                      | [ 210 ]                 |
| 2024 | Ao no Hako                                                     | Kazuma Matsuoka                              | [ 211 ]                 |
| 2024 | Ao no Exorcist: Yuki no Hate-hen                               | Konekomaru Miwa                              | [ 212 ] [ 213 ]         |
| 2024 | Mokushiroku no Yonkishi 2nd Season                             | Meliodas; Zeldris                            | [ 214 ] [ 215 ]         |
| 2025 | Ao no Exorcist: Yosuga-hen                                     | Konekomaru Miwa                              | [ 216 ] [ 217 ]         |
| 2025 | Unnamed Memory Act.2                                           | Valt                                         | [ 218 ] [ 219 ]         |
| 2025 | Ishura 2nd Season                                              | Sōjiro la Espada Sauce                       | [ 220 ] [ 221 ]         |
| 2025 | Kinnikuman: Kanpeki Chōjin Shiso-hen Season 2                  | Warsman                                      | [ 222 ]                 |
| 2025 | Nazotoki wa Dinner no Ato de                                   | Kageyama                                     | [ 223 ]                 |
| 2025 | Kuroshitsuji: Midori no Majo-hen                               | Finnian                                      | [ 224 ] [ 225 ] [ 226 ] |
| 2025 | Sentai Daishikkaku 2nd Season                                  | Kyōsuke Wakaba                               | [ 227 ]                 |
| 2025 | Binan Kōkō Chikyū Bōei-bu Love!                                | Toshiteru Fuwa                               | [ 33 ] [ 35 ]           |
| 2025 | My Hero Academia 8                                             | Shōto Todoroki                               | [ 228 ] [ 229 ] [ 230 ] |
| 2026 | MAO                                                            | Mao                                          | [ 231 ]                 |
| —    | Bōkyaku Battery 2nd Season                                     | Tarō Yamada                                  | [ 232 ]                 |

#### Películas
| Año  | Título                                                                          | Rol                        | Refs.                |
| ---- | ------------------------------------------------------------------------------- | -------------------------- | -------------------- |
| 2010 | Chō Deneiban SD Gundam Sangokuden Brave Battle Warriors                         | Liu Bei (Ryū Bi) Gundam    | [ 33 ] [ 34 ] [ 35 ] |
| 2010 | Inazuma Eleven: Saikyō Gundan Ogre Shūrai                                       | Ichinose Kazuya            | [ 33 ] [ 34 ] [ 35 ] |
| 2010 | Sōkyū no Fafner: Dead Aggressor - Heaven and Earth                              | Akira Nishio               | [ 33 ] [ 34 ] [ 35 ] |
| 2011 | Towa no Quon 2: Konton no Ranbu                                                 | Kaoru                      | [ 33 ] [ 34 ] [ 35 ] |
| 2011 | Inazuma Eleven Go: Kyūkyoku no Kizuna Gryphon                                   | Akio Fudō                  | [ 33 ] [ 34 ] [ 35 ] |
| 2012 | Berserk: Ōgon Jidai-hen I - Haou no Tamago                                      | Judeau                     | [ 233 ]              |
| 2012 | Blood-C: The Last Dark                                                          | Shun Fujimura              | [ 33 ] [ 34 ] [ 35 ] |
| 2012 | Berserk: Ōgon Jidai-hen II - Doldrey Kōryaku                                    | Judeau                     | [ 233 ]              |
| 2012 | Inazuma Eleven Go vs. Danball Senki W Movie                                     | Yūya Haibara               | [ 33 ] [ 34 ] [ 35 ] |
| 2012 | Ao no Exorcist Movie                                                            | Konekomaru Miwa            | [ 234 ]              |
| 2013 | Berserk: Ōgon Jidai-hen III - Kōrin                                             | Judeau                     | [ 233 ]              |
| 2013 | Hanasaku Iroha Movie: Home Sweet Home                                           | Kōichi Tanemura            | [ 235 ]              |
| 2014 | Inazuma Eleven: Chō Jigen Dream Match                                           | Akio Fudō                  | [ 33 ] [ 34 ] [ 35 ] |
| 2014 | K: Missing Kings                                                                | Tatara Totsuka             | [ 236 ]              |
| 2014 | Pokémon XY: Sora no Hahen                                                       | Clemont                    | [ 33 ] [ 34 ] [ 35 ] |
| 2014 | Pokémon Movie 17: Hakai no Mayu to Diancie                                      | Clemont                    | [ 33 ] [ 34 ] [ 35 ] |
| 2014 | Pokémon: Pikachu, Kore Nan no Kagi?                                             | Clemont                    | [ 33 ] [ 34 ] [ 35 ] |
| 2014 | Santa Company                                                                   | Bell Crystal               | [ 237 ]              |
| 2014 | Shingeki no Kyojin Movie 1: Guren no Yumiya                                     | Eren Yeager                | [ 33 ] [ 34 ] [ 35 ] |
| 2014 | Yōkai Watch Movie 1: Tanjō no Himitsu da Nyan!                                  | Fuyunyan                   | [ 238 ]              |
| 2015 | Shingeki no Kyojin Movie 2: Jiyū no Tsubasa                                     | Eren Yeager                | [ 33 ] [ 34 ] [ 35 ] |
| 2015 | Haikyū!! Movie 1: Owari to Hajimari                                             | Kenma Kozume               | [ 33 ] [ 34 ] [ 35 ] |
| 2015 | Pokémon Movie 18: Ring no Chōmajin Hoopa                                        | Clemont                    | [ 33 ] [ 34 ] [ 35 ] |
| 2015 | Gamba: Gamba to Nakama-tachi                                                    | Gamba                      | [ 239 ]              |
| 2015 | Ajin Part 1: Shōdō                                                              | Shinya Nakamura            | [ 33 ] [ 34 ] [ 35 ] |
| 2015 | Yōkai Watch Movie 2: Enma Daiō to Itsutsu no Monogatari da Nyan!                | Fuyunyan                   | [ 33 ] [ 34 ] [ 35 ] |
| 2016 | Zutto Mae kara Suki deshita. Kokuhaku Jikkō Iinkai                              | Sōta Mochizuki             | [ 240 ]              |
| 2016 | Ajin Part 2: Shōtotsu                                                           | Shinya Nakamura            | [ 33 ] [ 34 ] [ 35 ] |
| 2016 | Pokémon Movie 19: Volcanion to Karakuri no Magearna                             | Clemont                    | [ 33 ] [ 34 ] [ 35 ] |
| 2016 | Accel World: Infinite∞Burst                                                     | Haruyuki Arita             | [ 33 ] [ 34 ] [ 35 ] |
| 2016 | Gantz:O                                                                         | Kei Kurono                 | [ 241 ]              |
| 2016 | Suki ni Naru Sono Shunkan wo. Kokuhaku Jikkō Iinkai                             | Sōta Mochizuki             | [ 240 ]              |
| 2016 | Yōkai Watch Movie 3: Soratobu Kujira to Double Sekai no Daibōken da Nyan!       | Fuyunyan                   | [ 33 ] [ 34 ] [ 35 ] |
| 2017 | Kuroshitsuji Movie: Book of the Atlantic                                        | Finnian                    | [ 242 ]              |
| 2017 | Gyakusatsu Kikan                                                                | Alex                       | [ 243 ]              |
| 2017 | Red Ash: Gearworld                                                              | Beck                       | [ 33 ] [ 34 ] [ 35 ] |
| 2017 | Shingeki no Kyotō                                                               | Eren Yeager                | [ 33 ] [ 34 ] [ 35 ] |
| 2017 | Blame! Movie                                                                    | Atsuji                     | [ 33 ] [ 34 ] [ 35 ] |
| 2017 | 3-nen D-gumi Glass no Kamen: Tobidase! Watashitachi no Victory Road             | Yū Sakurakōji              | [ 33 ] [ 34 ] [ 35 ] |
| 2017 | Uchiage Hanabi, Shita Kara Miru ka? Yoko Kara Miru ka?                          | Minoru                     | [ 244 ] [ 245 ]      |
| 2017 | Kimi no Koe wo Todoketai                                                        | Taigo Koyurugi             | [ 33 ] [ 34 ] [ 35 ] |
| 2017 | Haikara-san ga Tōru Movie 1: Benio, Hana no 17-sai                              | Ranmaru Fujieda            | [ 246 ]              |
| 2017 | Godzilla 1: Kaijū Wakusei                                                       | Adam Bindewald             | [ 247 ]              |
| 2017 | Donten ni Warau Gaiden: Ketsubetsu, Yamainu no Chikai                           | Soramaru Kumō              | [ 33 ] [ 34 ] [ 35 ] |
| 2018 | Shingeki no Kyojin Season 2 Movie: Kakusei no Hōkō                              | Eren Yeager                | [ 33 ] [ 35 ]        |
| 2018 | Sayonara no Asa ni Yakusoku no Hana wo Kazarō                                   | Krim                       | [ 248 ]              |
| 2018 | Inazuma Eleven: Ares no Tenbin                                                  | Akio Fudō; Sasuke Kozōmaru | [ 33 ] [ 35 ]        |
| 2018 | Servamp Movie: Alice in the Garden                                              | Kuro                       | [ 249 ]              |
| 2018 | Godzilla 2: Kessen Kidō Zōshoku Toshi                                           | Adam Bindewald             | [ 33 ] [ 35 ]        |
| 2018 | Peacemaker Kurogane Movie 1: Omō Michi                                          | Ichimura Tetsunosuke       | [ 250 ]              |
| 2018 | Donten ni Warau Gaiden: Shukumei, Sōtō no Fūma                                  | Soramaru Kumo              | [ 33 ] [ 35 ]        |
| 2018 | Ninja Batman                                                                    | Damian Wayne               | [ 33 ] [ 35 ]        |
| 2018 | K: Seven Stories Movie 1 - R:B - Blaze                                          | Tatara Totsuka             | [ 33 ] [ 35 ]        |
| 2018 | K: Seven Stories - The Idol K                                                   | Tatara Totsuka             | [ 33 ] [ 35 ]        |
| 2018 | My Hero Academia: Two Heroes                                                    | Shōto Todoroki             | [ 33 ] [ 35 ]        |
| 2018 | Nanatsu no Taizai: Tenkū no Torawarebito                                        | Meliodas                   | [ 251 ]              |
| 2018 | Donten ni Warau Gaiden: Ōka, Tenbō no Kakehashi                                 | Soramaru Kumō              | [ 33 ] [ 35 ]        |
| 2018 | K: Seven Stories Movie 4 - Lost Small World - Ori no Mukō ni                    | Tatara Totsuka             | [ 33 ] [ 35 ]        |
| 2018 | Haikara-san ga Tōru Movie 2: Hana no Tokyo Dai Roman                            | Ranmaru Fujieda            | [ 252 ]              |
| 2018 | K: Seven Stories Movie K: Seven Stories Movie 5 - Memory of Red - Burn          | Tatara Totsuka             | [ 33 ] [ 35 ]        |
| 2018 | Godzilla 3: Hoshi wo Kū Mono                                                    | Adam Bindewald             | [ 33 ] [ 35 ]        |
| 2018 | Peacemaker Kurogane Movie 2: Yūmei                                              | Ichimura Tetsunosuke       | [ 33 ] [ 35 ]        |
| 2018 | K: Seven Stories Movie K: Seven Stories Movie 6 - Circle Vision - Nameless Song | Tatara Totsuka             | [ 33 ] [ 35 ]        |
| 2019 | Ashita Sekai ga Owaru toshitemo                                                 | Shin Hazama; Jin Hazama    | [ 253 ]              |
| 2019 | Precure Miracle Universe Movie                                                  | Yango                      | [ 254 ]              |
| 2019 | Detective Conan Movie 23: The Fist of Blue Sapphire                             | Rishi Ramanathan           | [ 33 ] [ 35 ]        |
| 2019 | Kōtetsujō no Kabaneri Movie 3: Unato Kessen                                     | Takumi                     | [ 33 ] [ 35 ]        |
| 2019 | Tenki no Ko                                                                     | Takai                      | [ 33 ] [ 35 ]        |
| 2019 | Ni no Kuni                                                                      | Danba                      | [ 255 ]              |
| 2019 | Ginga Eiyū Densetsu: Die Neue These - Seiran 1                                  | Julian Mintz               | [ 33 ] [ 35 ]        |
| 2019 | Ginga Eiyū Densetsu: Die Neue These - Seiran 2                                  | Julian Mintz               | [ 33 ] [ 35 ]        |
| 2019 | Ginga Eiyū Densetsu: Die Neue These - Seiran 3                                  | Julian Mintz               | [ 33 ] [ 35 ]        |
| 2019 | Santa Company: Christmas no Himitsu                                             | Bell Crystal               | [ 33 ] [ 35 ]        |
| 2019 | My Hero Academia: Heroes Rising                                                 | Shōto Todoroki             | [ 256 ]              |
| 2020 | Shingeki no Kyojin: Chronicle                                                   | Eren Yeager                | [ 33 ] [ 35 ]        |
| 2021 | Nanatsu no Taizai Movie 2: Hikari ni Norowareshi Mono-tachi                     | Meliodas; Zeldris          | [ 33 ] [ 35 ]        |
| 2021 | My Hero Academia: World Heroes' Mission                                         | Shōto Todoroki             | [ 257 ]              |
| 2022 | Goodbye, Don Glees!                                                             | Hokuto "Toto" Mitarai      | [ 258 ]              |
| 2022 | Ginga Eiyū Densetsu: Die Neue These - Gekitotsu                                 | Julian Mintz               | [ 33 ] [ 35 ]        |
| 2022 | Ensemble Stars!! Road to Show!!                                                 | Mao Isara                  | [ 259 ]              |
| 2022 | Doraemon Movie 41: Nobita no Little Star Wars                                   | Rokoroko                   | [ 260 ]              |
| 2022 | Bubble                                                                          | Kai                        | [ 261 ]              |
| 2022 | Toku: Tōken Ranbu - Hanamaru - Setsugetsuka                                     | Hyūga Masamune             | [ 33 ] [ 35 ]        |
| 2022 | Karakai Jōzu no Takagi-san: La Película                                         | Nishikata                  | [ 262 ] [ 263 ]      |
| 2022 | One Piece Film: Red                                                             | Yorueka                    | [ 264 ]              |
| 2022 | Ginga Eiyū Densetsu: Die Neue These - Sakubō                                    | Julian Mintz               | [ 33 ] [ 35 ]        |
| 2022 | Kaiketsu Zorori Movie: Lalala♪ Star Tanjō                                       | Beat                       | [ 33 ] [ 35 ]        |
| 2022 | Nanatsu no Taizai: Ensa no Edinburgh                                            | Meliodas                   | [ 265 ]              |
| 2022 | Kagami no Kojō                                                                  | Haruka Ureshino            | [ 33 ] [ 35 ]        |
| 2023 | Yōkai Watch ♪ Movie 8: Jibanyan vs. Komasan - Monge Daikessen da Nyan           | Fuyunyan                   | [ 33 ] [ 35 ]        |
| 2023 | Sōkyū no Fafner: Dead Aggressor - Behind the Line                               | Akira Nishio               | [ 33 ] [ 35 ]        |
| 2023 | Psycho-Pass Movie: Providence                                                   | Arata Shindō               | [ 266 ]              |
| 2023 | Collar x Malice Movie: Deep Cover                                               | Kei Okazaki                | [ 267 ]              |
| 2023 | My Hero Academia: UA Heroes Battle                                              | Shōto Todoroki             | [ 33 ] [ 35 ]        |
| 2024 | Haikyū!! Movie: Gomisuteba no Kessen                                            | Kenma Kozume               | [ 33 ] [ 35 ]        |
| 2024 | Rabbits Kingdom the Movie                                                       | Kakeru Shiwasu             | [ 268 ]              |
| 2024 | Mononoke Movie: Karakasa                                                        | Saburōmaru Tokita          | [ 269 ]              |
| 2024 | My Hero Academia: You're Next                                                   | Shōto Todoroki             | [ 270 ]              |
| 2024 | Shingeki no Kyojin Movie: Kanketsu-hen - The Last Attack                        | Eren Yeager                | [ 271 ]              |
| 2025 | Mononoke Movie: Dai-2 Shō - Hinezumi                                            | Saburōmaru Tokita          | [ 272 ]              |
| 2025 | Ninja Batman tai Yakuza League                                                  | Damian Wayne               | [ 273 ]              |

#### ONAs
| Año  | Título                                                 | Rol                     | Refs.                |
| ---- | ------------------------------------------------------ | ----------------------- | -------------------- |
| 2011 | Busō Chūgakusei: Basket Army                           | Kazuki Kurobe           | [ 274 ]              |
| 2014 | Shinrabanshō: Tenchi Shinmei no Shō                    | Apollo                  | [ 33 ] [ 34 ] [ 35 ] |
| 2014 | Mijikamon                                              | Kōsuke Kanzaki          | [ 33 ] [ 34 ] [ 35 ] |
| 2014 | Sushi Ninja                                            | Ikura                   | [ 33 ] [ 34 ] [ 35 ] |
| 2015 | Osiris no Tenbin                                       | El asesino              | [ 275 ]              |
| 2016 | Shiritsu Liyon Gakuen                                  | Riyon Sakuranomiya      | [ 33 ] [ 34 ] [ 35 ] |
| 2016 | Kubikiri Cycle: Aoiro Savant to Zaregotozukai          | Boku                    | [ 33 ] [ 34 ] [ 35 ] |
| 2016 | Inazuma Eleven: Outer Code                             | Akio Fudō               | [ 33 ] [ 34 ] [ 35 ] |
| 2017 | Sōtai Sekai                                            | Jin Hazama; Shin Hazama | [ 33 ] [ 34 ] [ 35 ] |
| 2018 | B: The Beginning                                       | Kokū                    | [ 276 ]              |
| 2018 | Fei Ren Zai                                            | Bai Ze                  | [ 33 ] [ 35 ]        |
| 2018 | Mo Dao Zu Shi                                          | Ling Jin                | [ 33 ] [ 35 ]        |
| 2019 | Mo Dao Zu Shi: Xian Yun Pian                           | Ling Jin                | [ 33 ] [ 35 ]        |
| 2019 | Mugen no Jūnin: Immortal                               | Kagehisa Anotsu (joven) | [ 277 ]              |
| 2019 | Saiki Kusuo no Ψ-nan: Ψ-shidō-hen                      | Tōma Akechi             | [ 33 ] [ 35 ]        |
| 2020 | Psycho-Pass 3: First Inspector                         | Arata Shindō            | [ 33 ] [ 35 ]        |
| 2020 | My Hero Academia: Make It! Do-or-Die Survival Training | Shōto Todoroki          | [ 33 ] [ 35 ]        |
| 2020 | Aggressive Retsuko 3rd Season                          | Seiya                   | [ 278 ]              |
| 2020 | Chuan Shu Zijiu Zhinan                                 | Binghe Luo              | [ 33 ] [ 35 ]        |
| 2020 | Tōtotsu ni Egypt Shin                                  | Thoth                   | [ 33 ] [ 35 ]        |
| 2020 | Gekidan Nanatsu no Taizai                              | Meliodas                | [ 33 ] [ 35 ]        |
| 2021 | B: The Beginning Succession                            | Kokū                    | [ 279 ]              |
| 2021 | Mo Dao Zu Shi: Wanjie Pian                             | Ling Jin                | [ 33 ] [ 35 ]        |
| 2022 | Yin Yang Shi: Ping An Wu Yu 3rd Season                 | Hoshiguma Douji         | [ 33 ] [ 35 ]        |
| 2022 | My Hero Academia ONA                                   | Shōto Todoroki          | [ 33 ] [ 35 ]        |
| 2022 | Tōtotsu ni Egypt Shin 2                                | Thoth                   | [ 33 ] [ 35 ]        |
| 2023 | Itō Junji: Maniac                                      | Gorō Shinozaki          | [ 280 ]              |
| 2023 | Ōoku                                                   | Gyokuei                 | [ 281 ]              |
| 2023 | Nanatsu no Taizai: Ensa no Edinburgh Part 2            | Meliodas                | [ 33 ] [ 35 ]        |
| 2023 | Mash Burnedead-tachi to School Life                    | Rayne Ames              | [ 33 ] [ 35 ]        |
| 2023 | Akuma-kun                                              | Ichirō Umoregi          | [ 282 ]              |
| 2024 | Rising Impact                                          | Quester Phoenix         | [ 283 ]              |
| 2024 | Bananya: Around the World                              | Bananya                 | [ 33 ] [ 35 ]        |
| 2024 | Beastars Final Season                                  | Pina                    | [ 284 ] [ 285 ]      |

#### OVAs
| Año  | Título                                                      | Rol                    | Refs.                |
| ---- | ----------------------------------------------------------- | ---------------------- | -------------------- |
| 2010 | Yozakura Quartet: Hoshi no Umi                              | Akina Hiizumi          | [ 33 ] [ 34 ] [ 35 ] |
| 2010 | Air Gear: Kuro no Hane to Nemuri no Mori - Break on the Sky | Kanon                  | [ 33 ] [ 34 ] [ 35 ] |
| 2010 | Goulart Knights: Evoked the Beginning Black                 | Nil Almars             | [ 33 ] [ 34 ] [ 35 ] |
| 2011 | Fairy Tail OVA                                              | Lyon Vastia            | [ 33 ] [ 34 ] [ 35 ] |
| 2011 | Baby Princess 3D Paradise 0 [Love]                          | Yōtarō Amatsuka        | [ 33 ] [ 34 ] [ 35 ] |
| 2011 | Goulart Knights: Evoked the Beginning White                 | Nil Almars             | [ 33 ] [ 34 ] [ 35 ] |
| 2012 | Nazo no Kanojo X: Nazo no Natsu Matsuri                     | Kōhei Ueno             | [ 33 ] [ 34 ] [ 35 ] |
| 2012 | High School DxD OVA                                         | Issei Hyōdō            | [ 33 ] [ 34 ] [ 35 ] |
| 2012 | Accel World EX                                              | Haruyuki Arita         | [ 33 ] [ 34 ] [ 35 ] |
| 2012 | Ippatsu Hicchū!! Devander                                   | Kazuma Harukaze        | [ 33 ] [ 34 ] [ 35 ] |
| 2012 | Kono Danshi, Ningyo Hiroimashita.                           | Shima Kawauchi         | [ 286 ]              |
| 2013 | Ro-Kyu-Bu!: Tomoka no Ichigo Sundae                         | Subaru Hasegawa        | [ 33 ] [ 34 ] [ 35 ] |
| 2013 | Mobile Suit Gundam AGE: Memory of Eden                      | Macil Boyd             | [ 33 ] [ 34 ] [ 35 ] |
| 2013 | Yozakura Quartet: Tsuki ni Naku                             | Akina Hiizumi          | [ 287 ]              |
| 2013 | Shingeki no Kyojin OVA                                      | Eren Yeager            | [ 33 ] [ 34 ] [ 35 ] |
| 2014 | Noragami OVA                                                | Yukine                 | [ 33 ] [ 34 ] [ 35 ] |
| 2014 | Ao Haru Ride OVA                                            | Kō Mabuchi             | [ 33 ] [ 34 ] [ 35 ] |
| 2014 | Haikyū!! Quest Picture Drama                                | Kenma Kozume           | [ 288 ]              |
| 2014 | Nisekoi OVA                                                 | Shū Maiko              | [ 33 ] [ 34 ] [ 35 ] |
| 2014 | Brothers Conflict OVA                                       | Wataru Asahina         | [ 33 ] [ 34 ] [ 35 ] |
| 2015 | Kuroshitsuji: Book of Murder                                | Finnian                | [ 33 ] [ 34 ] [ 35 ] |
| 2015 | Hōzuki no Reitetsu OVA                                      | Minamoto no Yoshitsune | [ 33 ] [ 34 ] [ 35 ] |
| 2015 | Diabolik Lovers OVA                                         | Kanato Sakamaki        | [ 33 ] [ 34 ] [ 35 ] |
| 2015 | Haikyū!! Lev Genzan!                                        | Kenma Kozume           | [ 33 ] [ 34 ] [ 35 ] |
| 2015 | High School DxD New: Oppai, Tsutsumimasu!                   | Issei Hyōdō            | [ 33 ] [ 34 ] [ 35 ] |
| 2015 | Shigatsu wa Kimi no Uso: Moments                            | Takeshi Aiza           | [ 33 ] [ 34 ] [ 35 ] |
| 2015 | Nanatsu no Taizai OVA                                       | Meliodas               | [ 33 ] [ 34 ] [ 35 ] |
| 2015 | Noragami Aragoto OVA                                        | Yukine                 | [ 33 ] [ 34 ] [ 35 ] |
| 2015 | High School DxD BorN: Yomigaeranai Fushichō                 | Issei Hyōdō            | [ 33 ] [ 34 ] [ 35 ] |
| 2016 | Nisekoi: OVA                                                | Shū Maiko              | [ 33 ] [ 34 ] [ 35 ] |
| 2016 | Owari no Seraph: Kyūketsuki Shahar                          | Shahar                 | [ 33 ] [ 34 ] [ 35 ] |
| 2016 | Ajin OVA                                                    | Shinya Nakamura        | [ 33 ] [ 34 ] [ 35 ] |
| 2016 | Arslan Senki Gaiden                                         | Silvermask             | [ 33 ] [ 34 ] [ 35 ] |
| 2016 | Diamond no Ace: Second Season OVA                           | Mei Narumiya           | [ 33 ] [ 34 ] [ 35 ] |
| 2017 | Ao no Exorcist: Kyoto Fujōō-hen OVA                         | Konekomaru Miwa        | [ 33 ] [ 34 ] [ 35 ] |
| 2017 | My Hero Academia: Rescue! Rescue Training                   | Shōto Todoroki         | [ 33 ] [ 34 ] [ 35 ] |
| 2017 | Shokugeki no Sōma: Ni no Sara OVA                           | Terunori Kuga          | [ 33 ] [ 34 ] [ 35 ] |
| 2017 | My Hero Academia: Training of the Dead                      | Shōto Todoroki         | [ 33 ] [ 34 ] [ 35 ] |
| 2017 | UQ Holder! Mahō Sensei Negima! 2 OVA                        | Gengorō Makabe         | [ 33 ] [ 34 ] [ 35 ] |
| 2017 | Kishibe Rohan wa Ugokanai                                   | Kōichi Hirose          | [ 33 ] [ 34 ] [ 35 ] |
| 2017 | Shingeki no Kyojin: Lost Girls                              | Eren Yeager            | [ 33 ] [ 34 ] [ 35 ] |
| 2018 | Karakai Jōzu no Takagi-san: Water Slide                     | Nishikata              | [ 33 ] [ 35 ]        |
| 2018 | Nanatsu no Taizai: Eiyū-tachi wa Hashagu                    | Meliodas               | [ 33 ] [ 35 ]        |
| 2019 | Senjūshi: Kijūshi-tachi no Happy Birthday!                  | Kentucky               | [ 33 ] [ 35 ]        |
| 2019 | Wotaku ni Koi wa Muzukashī OVA                              | Naoya Nifuji           | [ 33 ] [ 35 ]        |
| 2020 | Haikyū!! Riku vs. Kū                                        | Kenma Kozume           | [ 33 ] [ 35 ]        |
| 2021 | Tasūketsu: Judgement Assizes                                | Raion Ōno              | [ 33 ] [ 35 ]        |
| 2023 | Stand My Heroes: Warmth of Memories                         | Haru Natsume           | [ 33 ] [ 35 ]        |
| 2024 | My Hero Academia: Memories                                  | Shōto Todoroki         | [ 289 ]              |

#### Especiales
| Año  | Título                                                                                | Rol                        | Refs.                |
| ---- | ------------------------------------------------------------------------------------- | -------------------------- | -------------------- |
| 2009 | Stitch!: Piko Kara no Chōsenjō                                                        | Tonbo                      | [ 33 ] [ 34 ] [ 35 ] |
| 2009 | Kuroshitsuji: Sono Shitsuji, Kōgyō                                                    | Finnian                    | [ 33 ] [ 34 ] [ 35 ] |
| 2010 | Kuroshitsuji Picture Drama                                                            | Finnian                    | [ 33 ] [ 34 ] [ 35 ] |
| 2010 | Durarara!! Specials                                                                   | Walker Yumasaki            | [ 33 ] [ 34 ] [ 35 ] |
| 2010 | Kuroshitsuji II Specials                                                              | Finnian                    | [ 33 ] [ 34 ] [ 35 ] |
| 2010 | Otome Yōkai Zakuro Picture Drama                                                      | Ganryū Hanakiri            | [ 33 ] [ 34 ] [ 35 ] |
| 2011 | Ao no Exorcist: Ura Ex                                                                | Konekomaru Miwa            | [ 33 ] [ 34 ] [ 35 ] |
| 2011 | Ao no Exorcist: Kuro no Iede                                                          | Konekomaru Miwa            | [ 33 ] [ 34 ] [ 35 ] |
| 2012 | Guilty Crown: Kiseki - Reassortment                                                   | Shū Ōma                    | [ 33 ] [ 34 ] [ 35 ] |
| 2012 | Guilty Crown: 4-koma Gekijō                                                           | Shū Ōma                    | [ 33 ] [ 34 ] [ 35 ] |
| 2012 | High School DxD Specials                                                              | Issei Hyōdō                | [ 33 ] [ 34 ] [ 35 ] |
| 2012 | C³: Rinkan Gakkō Confusion!                                                           | Haruaki Yachi              | [ 33 ] [ 34 ] [ 35 ] |
| 2012 | Accel World: Acchel World.                                                            | Haruyuki Arita             | [ 33 ] [ 34 ] [ 35 ] |
| 2013 | Maoyū Maō Yūsha: Kono Monogatari wa, Niku dake de wa Nai no ja!                       | Noble aprendiz             | [ 33 ] [ 34 ] [ 35 ] |
| 2013 | Hentai Ōji to Warawanai Neko.: Henneko BBS                                            | Yōto Yokodera              | [ 33 ] [ 34 ] [ 35 ] |
| 2013 | Shingeki no Kyojin: Ano Hi Kara                                                       | Eren Yeager                | [ 33 ] [ 34 ] [ 35 ] |
| 2013 | Pokémon: Mewtwo - Kakusei e no Prologue                                               | Virgil                     | [ 33 ] [ 34 ] [ 35 ] |
| 2013 | Shingeki no Kyojin Picture Drama                                                      | Eren Yeager                | [ 33 ] [ 34 ] [ 35 ] |
| 2013 | Ro-Kyu-Bu! SS Recap                                                                   | Subaru Hasegawa            | [ 33 ] [ 34 ] [ 35 ] |
| 2013 | Kakumeiki Valvrave Recaps                                                             | Q-vier                     | [ 33 ] [ 34 ] [ 35 ] |
| 2013 | Pokémon XY SP: Road to Kalos                                                          | Clemont                    | [ 33 ] [ 34 ] [ 35 ] |
| 2013 | Diabolik Lovers Recap                                                                 | Kanato Sakamaki            | [ 33 ] [ 34 ] [ 35 ] |
| 2013 | Yoza-Quar!                                                                            | Akina Hiizumi              | [ 33 ] [ 34 ] [ 35 ] |
| 2013 | Pokémon XY: New Year Special                                                          | Clemont                    | [ 33 ] [ 34 ] [ 35 ] |
| 2014 | Buddy Complex: Kanketsu-hen - Ano Sora ni Kaeru Mirai de                              | Fromm Vantarhei            | [ 33 ] [ 34 ] [ 35 ] |
| 2014 | Zephyr                                                                                | Meisa                      | [ 33 ] [ 34 ] [ 35 ] |
| 2014 | Pokémon XY: New Year's Eve 2014 Super Mega Special                                    | Clemont                    | [ 33 ] [ 34 ] [ 35 ] |
| 2014 | Sōkyū no Fafner: Dead Aggressor - Exodus Special                                      | Akira Nishio               | [ 33 ] [ 34 ] [ 35 ] |
| 2015 | Sōsei no Aquarion Evol                                                                | Amata Sora                 | [ 33 ] [ 34 ] [ 35 ] |
| 2015 | Arslan Senki: Tsuioku no Shō - Dakkan no Yaiba                                        | Silvermask                 | [ 33 ] [ 34 ] [ 35 ] |
| 2015 | Durarara!!x2 Shō: Watashi no Kokoro wa Nabe Moyō                                      | Walker Yumasaki            | [ 33 ] [ 34 ] [ 35 ] |
| 2015 | Arslan Senki: Arsen 4-koma Gekijō                                                     | Silvermask                 | [ 33 ] [ 34 ] [ 35 ] |
| 2015 | High School DxD BorN: Ishibumi Ichiei Kanzen Kanshū! Mōsō Bakuyō Kaijo Original Video | Issei Hyōdō                | [ 33 ] [ 34 ] [ 35 ] |
| 2015 | One Punch-Man Specials                                                                | Sonic Velocidad del Sonido | [ 33 ] [ 34 ] [ 35 ] |
| 2015 | Pokémon XY&Z: Subete no Nazo wo Tokiakase!                                            | Clemont                    | [ 33 ] [ 34 ] [ 35 ] |
| 2016 | Durarara!!x2 Ketsu: Dufufufu!!                                                        | Walker Yumasaki            | [ 33 ] [ 34 ] [ 35 ] |
| 2016 | Joker Game: Kuroneko Yoru no Bōken                                                    | Hatano                     | [ 33 ] [ 34 ] [ 35 ] |
| 2016 | Arslan Senki: Fūjin Ranbu - Arsen 4-koma Gekijō                                       | Silvermask                 | [ 33 ] [ 34 ] [ 35 ] |
| 2016 | Kigyō Senshi Arslan                                                                   | Silvermask                 | [ 33 ] [ 34 ] [ 35 ] |
| 2016 | Pokémon XY&Z Specials                                                                 | Clemont                    | [ 33 ] [ 34 ] [ 35 ] |
| 2017 | My Hero Academia: Hero Note                                                           | Shōto Todoroki             | [ 33 ] [ 34 ] [ 35 ] |
| 2017 | Ani x Para: Anata no Hero wa Dare desu ka                                             | Jun                        | [ 33 ] [ 34 ] [ 35 ] |
| 2018 | Nanatsu no Taizai: Imashime no Fukkatsu Joshō                                         | Meliodas                   | [ 33 ] [ 35 ]        |
| 2018 | High School DxD Hero: Taiikukan-ura no Holy                                           | Issei Hyōdō                | [ 33 ] [ 35 ]        |
| 2018 | Shingeki no Kyojin Season 3 Specials                                                  | Eren Yeager                | [ 33 ] [ 35 ]        |
| 2018 | Saiki Kusuo no Ψ-nan: Kanketsu-hen                                                    | Tōma Akechi                | [ 33 ] [ 35 ]        |
| 2019 | Pokémon no Heisei-shi: Kayō Kara Mokuyō, Soshite Nichiyō e                            | Clemont                    | [ 33 ] [ 35 ]        |
| 2019 | JoJo's Bizarre Adventure: Golden Wind Recaps                                          | Kōichi Hirose              | [ 33 ] [ 35 ]        |
| 2019 | One Punch-Man 2nd Season Specials                                                     | Sonic Velocidad del Sonido | [ 33 ] [ 35 ]        |
| 2020 | Dorohedoro: Ma no Omake                                                               | 13                         | [ 33 ] [ 35 ]        |
| 2021 | Dragon Quest: Dai no Daibōken: Bōken no Kiseki, Kore kara no Tabiji                   | Hyunckel                   | [ 33 ] [ 35 ]        |
| 2021 | Shingeki no Kyojin: The Final Season Specials                                         | Eren Yeager                | [ 33 ] [ 35 ]        |
| 2024 | Kinnikuman: Kanpeki Chōjin Shiso-hen Episode 0                                        | Warsman                    | [ 33 ] [ 35 ]        |
| 2025 | Undead Unluck: Winter-hen                                                             | Rip Tristan                | [ 290 ]              |

### Videojuegos
| Año  | Título                                                     | Rol                            | Refs.           |
| ---- | ---------------------------------------------------------- | ------------------------------ | --------------- |
| 2007 | Soul Nomad & the World Eaters                              | Galahad                        | [ 34 ]          |
| 2008 | Suikoden Tierkreis                                         | Hero                           | [ 34 ]          |
| 2009 | Inazuma Eleven 2                                           | Kazuya Ichinose                | [ 34 ]          |
| 2009 | Final Fantasy XIII                                         | Hope Estheim                   | [ 34 ]          |
| 2009 | Record of Agarest War Zero                                 | Leonis                         | [ 34 ]          |
| 2010 | Inazuma Eleven 3                                           | Acala                          | [ 34 ]          |
| 2010 | Gods Eater Burst                                           | Shun Ogawa                     | [ 34 ]          |
| 2010 | Durarara!!                                                 | Walker Yumasaki                | [ 34 ]          |
| 2010 | Uta no Prince-sama                                         | Kurusu Kaoru                   | [ 34 ]          |
| 2011 | Star Driver                                                | Takumi Takeo (Sword Star)      | [ 34 ]          |
| 2011 | Shin Megami Tensei: Devil Survivor Overclocked             | Keisuke Takagi                 | [ 34 ]          |
| 2011 | Final Fantasy Type-0                                       | Ace                            | [ 34 ]          |
| 2011 | Ro-Kyu-Bu!                                                 | Subaru Hasegawa                | [ 34 ]          |
| 2011 | Terror of the Stratus                                      | Makoto Usami                   | [ 34 ]          |
| 2011 | Final Fantasy XIII-2                                       | Hope Estheim                   | [ 34 ]          |
| 2011 | Magical Girl Lyrical Nanoha A's Portable: Gears of Destiny | Thoma Avenir                   | [ 34 ]          |
| 2012 | Genso Suikoden: Tsumugareshi Hyakunen no Toki              | Zefon                          | [ 34 ] [ 291 ]  |
| 2012 | Shin Megami Tensei: Devil Summoner: Soul Hackers           | Yūichi                         | [ 34 ]          |
| 2012 | E.X. Troopers                                              | Bren Turner                    | [ 34 ]          |
| 2012 | Accel World                                                | Haruyuki Arita                 | [ 34 ]          |
| 2012 | Brothers Conflict                                          | Wataru Asahina                 | [ 34 ]          |
| 2012 | Under Night In-Birth                                       | Seth the Assassin              | [ 34 ]          |
| 2013 | Gintama no Sugoroku                                        | Rokuhiko Niijima               | [ 292 ]         |
| 2013 | Mind Zero                                                  | Kanade Sakyo                   | [ 34 ] [ 293 ]  |
| 2013 | JoJo's Bizarre Adventure: All Star Battle                  | Johnny Joestar                 | [ 34 ]          |
| 2013 | Lightning Returns: Final Fantasy XIII                      | Hope Esthem, Bhunivelze        | [ 34 ]          |
| 2013 | Grand Theft Auto V                                         | Nippon Merryweather            | [ 34 ]          |
| 2013 | Kamigami no Asobi                                          | Anubis-Ma'at                   | [ 34 ]          |
| 2013 | The "Hentai" Prince and the Stony Cat                      | Yōto Yokodera                  | [ 34 ]          |
| 2013 | High School DxD                                            | Issei Hyōdō                    | [ 34 ] [ 294 ]  |
| 2013 | Magi: The Labyrinth of Magic                               | Alibaba                        | [ 34 ]          |
| 2013 | Norn9                                                      | Kakeru Yuiga                   | [ 93 ] [ 295 ]  |
| 2013 | Diabolik Lovers                                            | Kanato Sakamaki                | [ 34 ]          |
| 2014 | Persona Q: Shadow of the Labyrinth                         | Zen                            | [ 34 ]          |
| 2014 | Hyrule Warriors                                            | Link                           | [ 34 ] [ 296 ]  |
| 2014 | Dengeki Bunko: Fighting Climax                             | Rentaro Satomi, Haruyuki Arita | [ 34 ]          |
| 2014 | Phantasy Star Nova                                         | Yomi                           | [ 297 ]         |
| 2014 | Haikyū                                                     | Kenma Kozume                   | [ 34 ]          |
| 2014 | Code:Realize                                               | Finis                          | [ 298 ]         |
| 2015 | JoJo's Bizarre Adventure: Eyes of Heaven                   | Johnny Joestar                 | [ 298 ]         |
| 2015 | Hakuoki                                                    | Kazue Soma                     | [ 34 ]          |
| 2016 | Hyrule Warriors Legends                                    | Link                           | [ 34 ]          |
| 2016 | Shin Megami Tensei IV: Apocalypse                          | Flynn                          | [ 34 ]          |
| 2016 | Attack on Titan                                            | Eren Yeager                    | [ 34 ]          |
| 2016 | Psycho-Pass                                                | Alpha                          | [ 34 ]          |
| 2016 | Fire Emblem Fates                                          | Takumi                         | [ 34 ]          |
| 2016 | Nil Admirari no Tenbin: Teito Genwaku Kitan                | Hayato Ozaki                   | [ 34 ]          |
| 2016 | My Hero Academia Battle For All                            | Shōto Todoroki                 | [ 34 ]          |
| 2016 | Ys VIII: Lacrimosa of Dana                                 | Adol Christin                  | [ 34 ]          |
| 2016 | Collar × Malice                                            | Okazaki Kei                    | [ 34 ]          |
| 2016 | Granblue Fantasy                                           | Veight                         | [ 299 ]         |
| 2016 | Berserk and the Band of the Hawk                           | Judeau                         | [ 34 ]          |
| 2017 | Valkyria Revolution                                        | Basil · Savanju                | [ 34 ]          |
| 2017 | Fire Emblem Heroes                                         | Takumi                         | [ 34 ]          |
| 2017 | Accel World vs. Sword Art Online: Millennium Twilight      | Haruyuki Arita (Silver Crow)   | [ 34 ]          |
| 2017 | Onmyoji                                                    | Hannya, Hoshiguma Doji         | [ 34 ]          |
| 2018 | The Seven Deadly Sins: Knights of Britannia                | Meliodas                       | [ 34 ]          |
| 2018 | My Hero One's Justice                                      | Shōto Todoroki                 | [ 300 ]         |
| 2018 | Food Fantasy                                               | Gyoza, Wonton                  | [ 301 ] [ 302 ] |
| 2018 | Digimon ReArise                                            | Pumpmon                        | [ 303 ]         |
| 2019 | Super Smash Bros. Ultimate                                 | Hero (Eight)                   | [ 34 ]          |
| 2019 | Ys IX: Monstrum Nox                                        | Adol Christin                  | [ 304 ]         |
| 2019 | JoJo's Bizarre Adventure: Last Survivor                    | Koichi Hirose                  | [ 305 ]         |
| 2019 | Ikemen Sengoku: Toki o Kakeru Koi                          | Kichō                          | [ 34 ]          |
| 2020 | My Hero One's Justice 2                                    | Shoto Todoroki                 | [ 34 ]          |
| 2020 | Death Come True                                            | Hotel concierge                | [ 306 ]         |
| 2020 | Arknights                                                  | Ayerscarpe                     | [ 307 ]         |
| 2020 | HoneyWorks Premium Live                                    | Souta Mochizuki                | [ 34 ]          |
| 2021 | The King of Fighters All Star                              | Meliodas                       | [ 308 ]         |
| 2021 | Arena of Valor                                             | Nakroth Dimension Breaker      | [ 34 ]          |
| 2021 | Tears of Themis                                            | Luke Pearce                    | [ 34 ]          |
| 2021 | No More Heroes III                                         | FU (Jess Baptiste VI)          | [ 309 ]         |
| 2021 | Gate of Nightmares                                         | Cheslion                       | [ 310 ]         |
| 2022 | Super Robot Wars 30 (Paquete de expansión DLC)             | Ryoma Nagare (Devolution)      | [ 311 ]         |
| 2022 | JoJo's Bizarre Adventure: All Star Battle R                | Koichi Hirose, Johnny Joestar  | [ 312 ] [ 313 ] |
| 2023 | Ys Memoire: The Oath in Felghana                           | Adol Christin                  | [ 314 ]         |
| 2023 | Ys X: Nordics                                              | Adol Christin                  | [ 315 ]         |

### CD Dramas
| Título             | Rol              | Refs.   |
| ------------------ | ---------------- | ------- |
| Suikoden II        | Jowy Atreides    | [ 34 ]  |
| The Little Prince  | Prince           | [ 34 ]  |
| Ro-Kyu-Bu!         | Subaru Hasegawa  | [ 34 ]  |
| Brothers Conflict  | Wataru Asahina   | [ 34 ]  |
| Shingeki no Kyojin | Eren Yeager      | [ 316 ] |
| Diabolik Lovers    | Kanato Sakamaki  | [ 34 ]  |
| Missions of Love   | Akira Shimotsuki | [ 317 ] |

### Doblaje

#### Acción real

##### Películas
| Año  | Título                                    | Rol                      | Doblaje de voz para              | Refs.   |
| ---- | ----------------------------------------- | ------------------------ | -------------------------------- | ------- |
| 1987 | Maurice                                   | Maurice Hall             | James Wilby                      | [ 318 ] |
| 2008 | Triloquist                                | Norbert                  | Rocky Marquette                  | [ 319 ] |
| 2009 | I Love You, Beth Cooper                   | Denis Cooverman          | Paul Rust                        | [ 320 ] |
| 2013 | Noche de miedo 2                          | Charley Brewster         | Will Payne                       | [ 321 ] |
| 2013 | Pee Mak                                   | Ping                     | Sean Jindachot                   | [ 322 ] |
| 2014 | The Admiral: Roaring Currents             | Baek Su-bong             | Park Bo-gum                      | [ 323 ] |
| 2014 | Fury                                      | Norman "Machine" Ellison | Logan Lerman                     | [ 324 ] |
| 2015 | Memories of the Sword                     | Yull                     | Lee Jun-ho                       | [ 325 ] |
| 2015 | Stonewall                                 | Danny Winters            | Jeremy Irvine                    | [ 326 ] |
| 2016 | No respires                               | Alex                     | Dylan Minnette                   | [ 327 ] |
| 2017 | La desaparición de Sidney Hall            | Sidney Hall              | Logan Lerman                     | [ 328 ] |
| 2017 | Spider-Man: Homecoming                    | Abraham "Abe" Brown      | Abraham Attah                    | [ 329 ] |
| 2018 | Las reglas de Slaughterhouse              | Willoughby Blake         | Asa Butterfield                  | [ 330 ] |
| 2019 | Pokémon: Detective Pikachu                | Jack                     | Karan Soni                       | [ 331 ] |
| 2021 | The King's Man                            | Conrad                   | Harris Dickinson                 | [ 332 ] |
| 2021 | Ghostbusters: Afterlife                   | Trevor Spengler          | Finn Wolfhard                    | [ 333 ] |
| 2021 | Resident Evil: Bienvenidos a Raccoon City | Leon S. Kennedy          | Avan Jogia                       | [ 334 ] |
| 2022 | Moonshot                                  | Walt                     | Cole Sprouse                     | [ 335 ] |
| 2024 | Ghostbusters: Frozen Empire               | Trevor Spengler          | Finn Wolfhard                    | [ 336 ] |
| 2024 | Gladiator II                              | Emperador Caracalla      | Fred Hechinger                   | [ 337 ] |
| 2024 | Romper el círculo                         | Atlas Corrigan           | Brandon Sklenar Alex Neustaedter | [ 338 ] |
| 2025 | Thunderbolts*                             | Sentry / Bob             | Lewis Pullman                    | [ 339 ] |

##### Series de televisión
| Año       | Título                              | Rol                            | Doblaje de voz para | Refs.   |
| --------- | ----------------------------------- | ------------------------------ | ------------------- | ------- |
| 2007–2012 | Gossip Girl                         | Eric van der Woodsen           | Connor Paolo        | [ 340 ] |
| 2014–2016 | 100 Things to Do Before High School | Christian "Crispo" Powers      | Owen Joyner         | [ 341 ] |
| 2017–2018 | Famous in Love                      | Rainer Devon                   | Carter Jenkins      | [ 342 ] |
| 2018–2020 | Killing Eve                         | Kenneth "Kenny" Stowton        | Sean Delaney        | [ 343 ] |
| 2018–2023 | Titanes                             | Richard "Dick" Grayson / Robin | Brenton Thwaites    | [ 344 ] |

#### Animación
| Año  | Título                                      | Rol          | Refs.   |
| ---- | ------------------------------------------- | ------------ | ------- |
| 2016 | The Secret Life of Pets 1                   | Norman       | [ 345 ] |
| 2018 | Early Man                                   | Dug          | [ 346 ] |
| 2019 | The Secret Life of Pets 2                   | Norman       | [ 345 ] |
| 2022 | DC Liga de Supermascotas                    | Chip         | [ 347 ] |
| 2023 | Teenage Mutant Ninja Turtles: Mutant Mayhem | Genghis Frog | [ 348 ] |

## Discografía

### Sencillos
Como actor de voz de Iku Shiodome en Miracle☆Train: Oedo-sen e Yōkoso.
- "montage", junto a Kenn, Ryōtarō Okiayu y Masakazu Morita, utilizado como tema de apertura de la serie de anime Miracle☆Train: Oedo-sen e Yōkoso.[33][35]

Como actor de voz de Liu Bei (Ryū Bi) Gundam en SD Gundam Sangokuden Brave Battle Warriors
- "Justice Densetsu wo Kizame!" (Justice 伝説を刻め!?), junto a Hiroki Yasumoto, Masayuki Katō, Kenji Nomura y Nobunaga Shimazaki, utilizado como tema de cierre de los episodios 27 a 51 de la serie de anime SD Gundam Sangokuden Brave Battle Warriors[33][35]

Como actor de voz de Ganryū Hanakiri en Otome Yōkai Zakuro.
- "Junjō Masquerade" (純情マスカレイド?), junto a Aki Toyosaki y Yui Horie, utilizado como tema de cierre de los episodios 2, 5, 9 y 11 de la serie de anime Otome Yōkai Zakuro.[33][35]

Como actor de voz de Tatara Totsuka en K.
- "Circle of Friends", utilizado como tema de cierre y como canción insertada del episodio 6 de la serie de anime K.[33][35]

Como actor de voz de Variation en Ixion Saga DT.
- "DT Suteru" (DT捨テル?), junto a Hiroshi Kamiya, Tomokazu Sugita, Ken'ichi Suzumura y Mitsuki Saiga, utilizado como tema de cierre del episodio 25 de la serie de anime Ixion Saga DT.[33][35]

Como actor de voz de Wataru Asahina en Brothers Conflict.
- "14 to 1", junto al resto del elenco principal, utilizado como tema de cierre de la serie de anime Brothers Conflict.[33][35]
- "I Love You ga Kikoenai" (I LOVE YOUが聞こえない?), junto al resto del elenco principal, utilizado como tema de cierre de la OVA de anime Brothers Conflict OVA.[33][35]

Como actor de voz de Issei Hyōdō en High School DxD.
- "Oppai Dragon no Uta" (おっぱいドラゴンの歌?), utilizado como tema de cierre del episodio 12 de la serie de anime High School DxD BorN.[33][35]
- "Oppai Dragon no Uta" (おっぱいドラゴンの歌?), utilizado como canción insertada de la serie de anime High School DxD Hero.[33][35]

Como actor de voz de Eren Yeager en Shingeki no Kyojin.
- "Hangeki no Daichi" (反撃の大地?), junto a Kishō Taniyama y Yui Ishikawa, utilizado como tema de cierre de la serie de anime Shingeki! Kyojin Chūgakkō.[33][35]

Como actor de voz de Clemont en Pókemon.
- "Kira Kira" (キラキラ?), utilizado como tema de cierre del episodio 31 de la serie de anime Pokémon XY&Z.[33][35]
- "Kira Kira" (キラキラ?), utilizado como tema de cierre de los especiales de anime Pokémon XY&Z Specials.[33][35]

Como actor de voz de Sonic Velocidad del Sonido en One Punch-Man.
- "Sonic no One-Punch Ondo" (ソニックのワンパン音頭?), utilizado como tema de cierre del episodio 3 de los especiales de anime One Punch-Man Specials.[33][35]
- "Minna no One-Punch Ondo" (ミンナのワンパン音頭?), junto a Makoto Furukawa, Kaito Ishikawa, Aoi Yūki, Saori Hayami, Hiroki Yasumoto y Yūichi Nakamura, utilizado como tema de cierre del episodio 6 de los especiales de anime One Punch-Man Specials.[33][35]

Como actor de voz de Hanae Ashiya en Fukigen na Mononokean.
- "Tobira no Mukō" (扉の向こう?), junto a Tomoaki Maeno, utilizado como tema de cierre de la serie de anime Fukigen na Mononokean.[33][35]

Como actor de voz de Bananya en Bananya.
- "Lucky Holiday", junto a AXELL, utilizado como tema de cierre de la serie de anime Bananya.[33][35]

Como actor de voz de Kakeru Shiwasu en Tsukiuta.
- "stella ~" (きんぴか上昇気分~?), utilizado como canción insertada del episodio 13 de la serie de anime Tsukiuta. The Animation.[33][35]
- "stella~Kinpika Jōshō Kibun~" (きんぴか上昇気分~?), utilizado como tema de cierre del episodio 1 de la serie de anime Tsukiuta. The Animation.[33][35]
- "Paint It Black", junto a los miembros de Six Gravity, utilizado como tema de apertura de la serie de anime Tsukiuta. The Animation 2.[33][35]
- "Kinpika Complete" (きんぴかコンプリート?), junto a los miembros de Six Gravity, utilizado como tema de cierre del episodio 1 de la serie de anime Tsukiuta. The Animation 2.[33][35]
- "Rabbits Kingdom -Versus-", junto a los miembros de Six Gravity y Procellarum, utilizado como tema de apertura de la película de anime Rabbits Kingdom the Movie.[33][35]
- "Tsuki-tachi no Memoria" (月たちのメモリア?), junto a los miembros de Six Gravity y Procellarum, utilizado como tema de apertura de la película de anime Rabbits Kingdom the Movie.[33][35]

Como actor de voz de Yū Sakurakōji en 3-nen D-gumi Glass no Kamen.
- "Tasogare no End" (黄昏のエンド?), junto a Kana Asumi y Rumi Ōkubo, utilizado como tema de cierre de los episodios 1 a 13 de la serie de anime 3-nen D-gumi Glass no Kamen.[33][35]

Como actor de voz de Finis en Code:Realize.
- "London Bridge is Falling Down", utilizado como canción insertada de la serie de anime Code:Realize - Sōsei no Himegimi.[33][35]

Como actor de voz de Sōta Mochizuki en Itsudatte Bokura no Koi wa 10 cm Datta..
- "Tokyo Winter Session", junto a Hiroshi Kamiya, Haruka Tomatsu, Kana Asumi, Ken'ichi Suzumura y Aki Toyosaki, utilizado como tema de cierre de la serie de anime Itsudatte Bokura no Koi wa 10 cm Datta..[33][35]

Como actor de voz de Kentucky en Senjūshi.
- "Antique Memory", junto a Taku Yashiro, Shin'nosuke Tachibana y Shōta Aoi, utilizado como tema de apertura de la serie de anime Senjūshi.[33][35]
- "Antique Memory", junto a Taku Yashiro, Shin'nosuke Tachibana y Shōta Aoi, utilizado como tema de apertura de la OVA de anime Senjūshi: Kijūshi-tachi no Happy Birthday!.[33][35]

Como actor de voz de Nora en Uchi Tama?! Uchi no Tama Shirimasen ka?.
- "Nante Koto Nai Uta" (なんてことない唄?), utilizado como tema de cierre del episodio 8 de la serie de anime Uchi Tama?! Uchi no Tama Shirimasen ka?.[33][35]

Como actor de voz de Tetsuo Minamino en Taiso Samurai.
- "Shanghai Honey", junto a Daisuke Namikawa y Kenshō Ono, utilizado como tema de apertura de la serie de anime Taiso Samurai.[33][35]

Como actor de voz de Nishikata en Karakai Jōzu no Takagi-san.
- "Gakuen Tengoku" (学園天国?), junto a Rie Takahashi, utilizado como tema de cierre del episodio 6 de la serie de anime Karakai Jōzu no Takagi-san 3.[33][35]

Como actor de voz de Hokuto "Toto" Mitarai en Goodbye, Don Glees!.
- "Twinkle Twinkle Little Star", utilizado como canción insertada de la película de anime Goodbye, Don Glees!.[33][35]

Como actor de voz de Kakeru Shiwasu en Rabbits Kingdom the Movie.
A continuación se muestran sencillos bajo su propio nombre.
- "sense of wonder" (debut como solista; 2012)[349]
- "Hello" (2012)[350]

### Publicaciones

#### Libros de fotos
| Año  | Título                | Editor        | ISBN                   | Refs.   |
| ---- | --------------------- | ------------- | ---------------------- | ------- |
| 2012 | Life (ライフ?)        | Gakken Plus   | ISBN 978-4-05-405476-9 | [ 351 ] |
| 2014 | Kaji Came (カジカメ?) | Gakken Plus   | ISBN 978-4-05-406149-1 | [ 352 ] |
| 2015 | Re-Life (リライフ?)   | Takarajimasha | ISBN 978-4-8002-4114-6 | [ 353 ] |

#### Autobiografías
| Año  | Título                                                                 | Editor               | ISBN                   | Refs.   |
| ---- | ---------------------------------------------------------------------- | -------------------- | ---------------------- | ------- |
| 2018 | Itsuka Subete ga Kimi no Chikara ni Naru (いつかすべてが君の力になる?) | Kawade Shobo Shinsha | ISBN 978-4-309-61713-8 | [ 354 ] |

## Premios y nominaciones
| Año  | Premios                  | Categoría                             | Resultado | Refs.   |
| ---- | ------------------------ | ------------------------------------- | --------- | ------- |
| 2009 | Seiyū Awards             | Mejores Actores Revelación            | Ganador   | [ 355 ] |
| 2012 | Famitsu Awards           | Mejor Voz de Personaje Masculino      | Ganador   | [ 356 ] |
| 2012 | Newtype Anime Awards     | Actor de Voz                          | Nominado  | [ 357 ] |
| 2013 | Newtype Anime Awards     | Actor de Voz                          | Nominado  | [ 358 ] |
| 2013 | Tokyo Anime Awards       | Mejor Actor de Voz                    | Ganador   | [ 359 ] |
| 2013 | Anime Grand Prix         | Mejor Actor de Voz                    | Ganador   | [ 360 ] |
| 2013 | Seiyū Awards             | Mejor Actor Principal                 | Ganador   | [ 361 ] |
| 2014 | Anime Grand Prix         | Mejor Actor de Voz                    | Ganador   | [ 362 ] |
| 2014 | Seiyū Awards             | Mejor Actor Principal                 | Ganador   | [ 363 ] |
| 2022 | Crunchyroll Anime Awards | Mejor Interpretación de Voz (Japonés) | Ganador   | [ 364 ] |
| 2023 | Crunchyroll Anime Awards | Mejor Interpretación de Voz (Japonés) | Ganador   | [ 365 ] |
| 2024 | Crunchyroll Anime Awards | Mejor Interpretación de Voz (Japonés) | Nominado  | [ 366 ] |

## Trabajos citados
- 宇宙船 (en japonés) (ホビージャパン). vol.175 (（WINTER 2021.冬）). 28 de diciembre de 2021. ISBN 978-4-7986-2694-9.
- OFFICIAL PERFECT BOOK ZENKAIGER ZENRYOKU ZENKAI! 機界戦隊ゼンカイジャー 公式完全読本 全力全開!. ホビージャパンMOOK (en japonés). 東京: ホビージャパン. 17 de junio de 2022. ISBN 978-4-7986-2857-8.